# Egmont (azienda)
Egmont è un'azienda danese fondata da Egmont Harald Petersen nel 1878, con sede centrale a Copenaghen, in Danimarca. Inizialmente semplice casa editrice, ha in seguito esteso la sua attività a numerosi altri media.
La Egmont produce settimanali, riviste, fumetti, libri, programmi televisivi, libri di testo, giochi e altro materiale multimediale destinato all'intrattenimento. Ha filiali in 23 paesi, e circa 3800 dipendenti. Il fatturato nel 2005 è stato di 1,17 miliardi di euro, mentre nel 2006 è stato di 1,24 miliardi di euro. Ha anche creato la Fondazione Egmont, che si occupa di investire i guadagni in opere sociali e culturali.

## Storia
Inizialmente gestita dal solo Petersen (diciassettenne all'epoca della fondazione), la Egmont si limitava a stampare testi, ma in seguito iniziò ad occuparsi anche della creazione delle storie.
Dopo la Seconda guerra mondiale, la Egmont acquistò una licenza dalla Disney, e nel 1948 iniziò a pubblicare in Svezia la rivista a fumetti "Kalle Anka & C:o" (Kalle Anka è il nome svedese di Paperino). In seguito si occupa anche di libri (nel 1963 acquisisce la casa editrice danese Aschehoug) e di televisione (controlla il 50% della rete norvegese TV2).
Nel 1991, nel Regno Unito, la Egmont acquista la Fleetway (branca di IPC Media specializzata nei fumetti), ribattezzandola Fleetway Editions. La Fleetway viene definitivamente assorbita dalla Egmont nel 2000, dopo aver abbandonato molte delle sue testate classiche (come ad esempio 2000 AD, rivista famosa soprattutto per i fumetti del Giudice Dredd, ceduta alla Rebellion Developments): in seguito si limiterà a pubblicare ristampe e fumetti in licenza (ad esempio quelli di Sonic).
Sempre in Regno Unito opera un'altra filiale di Egmont, Egmont Publishing, che stampa principalmente libri per bambini (ad esempio quelli di Winnie-the-Pooh).
In Italia la Egmont ha acquistato dalla Rcs MediaGroup il settimanale Corriere dei Piccoli (ribattezzato Corrierino) nel 1994.